# Cimetière américain de Carthage
Le cimetière américain de Carthage, appelé North Africa American Cemetery and Memorial en anglais, est un cimetière militaire regroupant sur onze hectares les tombes de 2 841 soldats américains. Inauguré en 1960, il est localisé à Carthage en Tunisie.
Le cimetière est ouvert quotidiennement au public de 9 h à 17 h, à l'exception de Noël et du Jour de l'an ; il reste ouvert durant les jours fériés tunisiens. Lors des heures d'ouverture, un employé est présent dans le bâtiment des visiteurs pour répondre aux questions et guider les familles dans le cimetière ou au mémorial.

## Contexte
Le cimetière américain de Carthage est créé dans le contexte du débarquement des troupes alliées en Afrique du Nord, survenu le 8 novembre 1942 (Opération Torch), afin de soulager la pression sur les troupes britanniques engagées dans des combats en Égypte face aux troupes allemandes ; le débarquement se produit quelques jours après la victoire britannique à El Alamein sur trois points principaux : la côte atlantique du Maroc, la région d'Oran et celle d'Alger. Les forces américaines et britanniques débarquées près d'Alger prennent rapidement la direction de la Tunisie, mais les Allemands y engagent des troupes importantes pour contrer l'offensive alliée.
Le front se stabilise rapidement et les troupes allemandes restent en Tunisie durant l'hiver 1942-1943. L'offensive alliée reprend à la fin de l'hiver, lorsque les troupes britanniques avancent à partir de l'Égypte. Les troupes allemandes malmènent les unités américaines mais, à partir de mars 1943, l'offensive des troupes alliées reprend : les Allemands sont acculés au nord-est de la Tunisie et se rendent le 13 mai.
Le cimetière américain accueille les dépouilles des soldats américains tombés pendant ces six mois de combats. Il est construit puis entretenu par l'American Battle Monuments Commission.
Le cabinet d'architecture impliqué dans sa construction est le cabinet new-yorkais Moore and Hutchins. L'architecte paysagiste se nomme Bryan J. Lynch, lui aussi originaire de New York et également représenté par l'architecte local Jacques Marmey. Enfin, les statues sont de Henry Kreis et les cartes de Paul D. Holleman.

## Éléments
Le cimetière se trouve à quinze kilomètres au nord-est de Tunis, à proximité des ruines de Carthage. De forme rectangulaire, il s'étend sur onze hectares, entouré d'arbres et de pelouses. Les tombes sont réparties sur neuf carrés, séparés par de vastes allées agrémentées de bassins décoratifs aux intersections. L'entrée est située au sud-est du site.
Le bâtiment central dispose d'une cour intérieure, appelée « Cour d'Honneur » (Court of Honor), au centre de laquelle se trouve une grande pierre noire, la Pierre du souvenir (Stone of rememberance). L'angle du bâtiment faisant face aux sépultures fait office de chapelle. Sur les murs de l'édifice figurent plusieurs mosaïques représentant des cartes des différents théâtres d'opération des forces armées américaines en Afrique du Nord et dans le Pacifique ; les inscriptions sont en français, en anglais et en arabe. L'intérieur de la chapelle est décoré de marbre poli, de drapeaux et de sculptures.
À l'angle sud-est du cimetière se trouve le Mur des disparus, un mur de craie menant de l'entrée au bâtiment central. Y sont inscrits les noms de 3 724 soldats américains tombés en Afrique du Nord, la plupart lors des combats qui se sont déroulés de novembre 1942 à mai 1943 au Maroc, en Algérie et en Tunisie ; des rosettes marquent les noms des soldats qui ont été retrouvés et identifiés depuis l'ouverture du cimetière. 240 des soldats enterrés dans le cimetière sont inconnus et trois paires de frères y sont enterrées côte à côte. L'un des soldats inhumés a reçu la Médaille d'honneur, la plus haute distinction américaine : il s'agit du soldat Nicholas Minue (en).

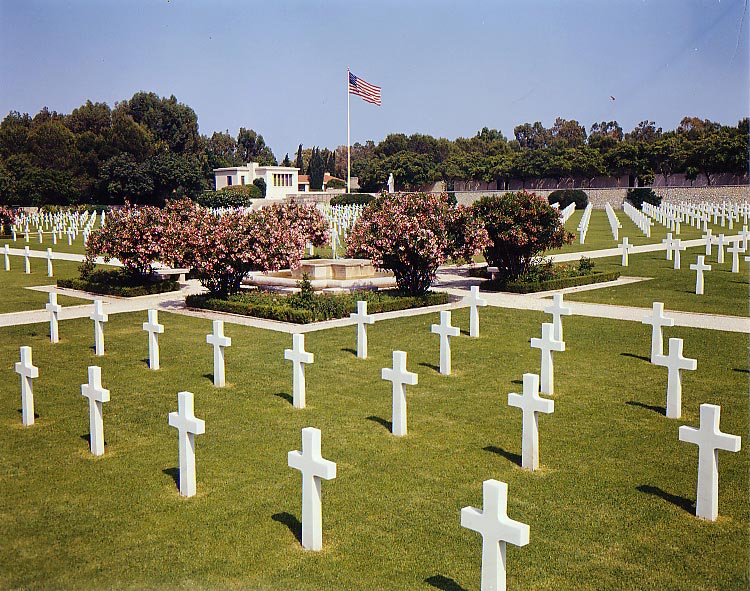
Aperçu des différents carrés du cimetière.
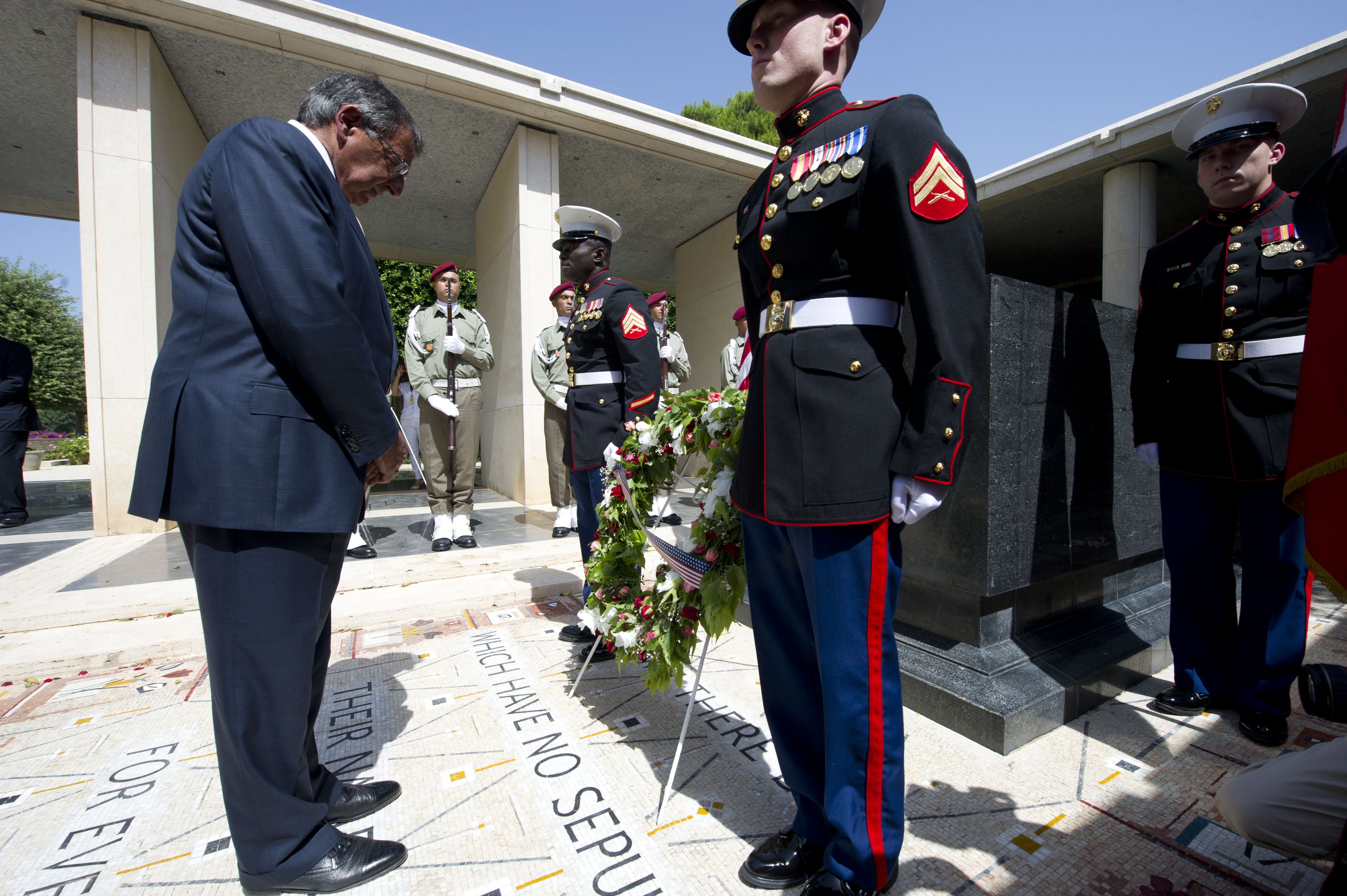
Leon Panetta devant la Pierre du souvenir.
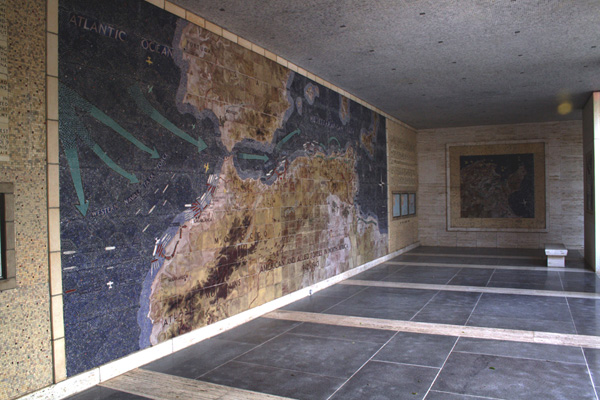
Carte des théâtres d'opération en Afrique du Nord.
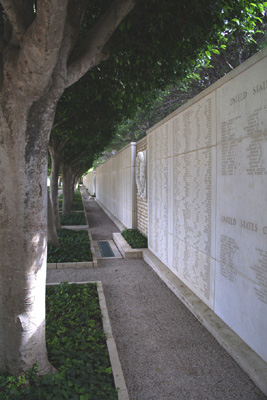
Mur des disparus.